# Wydział Matematyki Politechniki Wrocławskiej
Wydział Matematyki Politechniki Wrocławskiej – jednostka naukowo-dydaktyczna (W-13) Politechniki Wrocławskiej, która powstała 15 września 2015 roku. Wydział został utworzony w wyniku wydzielenia Katedry Matematyki z Wydziału Podstawowych Problemów Techniki. Wydział posiada kategorię naukową „A+”. 
Siedzibą wydziału jest budynek C-19 przy ulicy Wrońskiego 13c.

## Uprawnienia i kadra
Wydział posiada uprawnienia do nadawania stopni naukowych doktora i doktora habilitowanego w dziedzinie nauk matematycznych w zakresie dyscypliny matematyka. 
Wydział zatrudnia 81 nauczycieli akademickich, w tym:
- 13 z tytułem naukowym profesora
- 23 ze stopniem naukowym doktora habilitowanego
- 45 ze stopniem naukowym doktora i tytułem magistra

## Władze Wydziału

### Kadencja 2024–2028[4]
- Dziekan – prof. dr hab. inż. Krzysztof Bogdan
- Prodziekan ds. nauczania – dr hab. Szymon Żeberski, prof. uczelni
- Prodziekan ds. ogólnych – dr hab. inż. Tomasz Grzywny, prof. uczelni
- Prodziekan ds. studenckich – dr inż. Joanna Janczura
- Prodziekan ds. współpracy – dr hab. inż. Łukasz Płociniczak, prof. uczelni

### Kadencja 2020-2024
- Dziekan – prof. dr hab. inż. Marcin Magdziarz
- Prodziekan ds. nauczania – dr hab. inż. Jacek Małecki, prof. uczelni
- Prodziekan ds. finansowych i ogólnych – dr hab. inż. Jacek Serafin, prof. uczelni
- Prodziekan ds. studenckich – dr hab. inż. Bartosz Frej, prof. uczelni
- Prodziekan ds. informatyzacji i rozwoju – dr hab. Janusz Szwabiński, prof. uczelni

## Struktura Wydziału[5]
- Katedra Matematyki (kierownik: dr hab. inż. Jacek Serafin, prof. uczelni; zastępca kierownika: dr hab. inż. Kamil Kaleta, prof. uczelni)
- Katedra Matematyki Stosowanej (kierownik: dr hab. inż. Krzysztof Burnecki, prof. uczelni; zastępca kierownika: prof. dr hab. inż. Marcin Magdziarz)

- Centrum Rylla-Nardzewskiego[6]
- Centrum im. Hugona Steinhausa[4]

## Edukacja
Obecnie Wydział prowadzi studia I i II stopnia na trzech kierunkach: matematyka, matematyka i analiza danych oraz matematyka stosowana, a także studia doktoranckie w dziedzinie nauk matematycznych w dyscyplinie matematyka.